# Via Belgica
 (août 2012).
Si vous disposez d'ouvrages ou d'articles de référence ou si vous connaissez des sites web de qualité traitant du thème abordé ici, merci de compléter l'article en donnant les références utiles à sa vérifiabilité et en les liant à la section « Notes et références ».
Le nom de Via Belgica est une dénomination récente imaginée par des archéologues allemands pour désigner la chaussée romaine de Bavay à Cologne, aussi appelée chaussée Brunehaut.
Certains archéologues[Qui ?] pensent qu'il vaut mieux éviter ces appellations récentes et utiliser le nom de Via Agrippinensis